# Deutschlands völkerrechtliche Verträge
Deutschland und seine Staaten haben in der deutschen Geschichte eine Vielzahl völkerrechtlicher Verträge mit anderen Staaten abgeschlossen. An dieser Stelle soll eine Übersicht über die wichtigsten bestehenden und erloschenen völkerrechtlichen Verträge der Bundesrepublik Deutschland (seit 1951) und den wichtigsten historischen Verträgen des Heiligen Römischen Reiches deutscher Nation (962–1806), des Königreichs Preußen, des Norddeutschen Bundes (1866/67–1871), des Deutschen Kaiserreichs (1871–1918), der Weimarer Republik (1919–1933) und des „Dritten Reichs“ (1933–1945) gegeben werden und eine kurze Erläuterung zum Vertragsinhalt beigefügt werden.

## Bestehende völkerrechtliche Verträge der Bundesrepublik Deutschland
Im Folgenden wird zunächst eine Auswahl wichtiger bestehender Verträge der Bundesrepublik Deutschland mit mehreren Staaten (multilaterale Verträge) und mit einzelnen Staaten (bilaterale Verträge) aufgelistet.

### Multilaterale Verträge
| Vertragsbezeichnung                                                                                               | Beitrittsjahr | Inkrafttreten | Vereinbartes Vertragsende | Erläuterungen zum Vertragsinhalt |
| --- | ------------- | ------------- | ------------------------- | --- |
| Allgemeines Zoll- und Handelsabkommen                                                                             | 1951          |               |                           | Internationale Vereinbarung über den Welthandel und zum Abbau von Zöllen und Handelshemmnissen |
| Antarktisvertrag                                                                                                  | 1979          |               | 2041                      | Internationale Übereinkunft, die festlegt, dass die unbewohnte Antarktis zwischen 60 und 90 Grad südlicher Breite ausschließlich friedlicher Nutzung, besonders der wissenschaftlichen Forschung, vorbehalten bleibt. |
| Atomwaffensperrvertrag                                                                                            | 1969          |               | kein                      | Internationaler Vertrag, der das Verbot der Verbreitung und die Verpflichtung zur Abrüstung von Kernwaffen sowie das Recht auf die friedliche Nutzung der Kernenergie zum Gegenstand hat. |
| Berner Übereinkunft zum Schutz von Werken der Literatur und Kunst                                                 | 1886          |               |                           | |
| Biowaffenkonvention                                                                                               | 1983          |               |                           | Konvention über das Verbot der Entwicklung, Herstellung und Lagerung bakteriologischer (biologischer) Waffen und Toxinwaffen sowie über die Vernichtung solcher Waffen |
| Budapester Memorandum                                                                                             | 1994          |               |                           | Als Gegenleistung für einen Nuklearwaffenverzicht verpflichten sich die USA, Großbritannien und Russland die wirtschaftliche und politische Sicherheit von Kasachstan, Belarus und der Ukraine zu garantieren. |
| Charta der Vereinten Nationen                                                                                     | 1973          |               |                           | „Verfassung“ der Vereinten Nationen (UNO) |
| Charta von Paris                                                                                                  | 1990          |               |                           | Internationaler Vertrag über die Schaffung einer neuen friedlichen Ordnung in Europa nach der Wiedervereinigung Deutschlands und der Einstellung der Ost-West-Konfrontation |
| Chemiewaffenkonvention                                                                                            | 1992          |               |                           | Internationales Übereinkommen der Mitgliedstaaten der Genfer Abrüstungskonferenz, das Entwicklung, Herstellung, Besitz, Weitergabe und Einsatz chemischer Waffen verbietet. |
| Deutschlandvertrag (Vertrag über die Beziehungen zwischen der Bundesrepublik Deutschland und den Drei Mächten)    | 1952          | 1955          | 2-jährige Kündigungsfrist | Der Vertrag regelt das Ende des Besatzungsstatuts in der Bundesrepublik Deutschland und gab dieser in diesem Zusammenhang die Rechte eines souveränen Staates. |
| AEU-Vertrag (Vertrag über die Arbeitsweise der Europäischen Union)                                                | 1957          | 1958          | kein                      | ursprünglich EWG-Vertrag, 1993 in EG-Vertrag, 2009 in AEU-Vertrag umbenannt; ursprünglich Vertrag zur Gründung der Europäischen Wirtschaftsgemeinschaft, durch spätere Änderungen auch Gründungsvertrag der Europäischen Union (EU) |
| EMRK (Europäische Menschenrechtskonvention)                                                                       | 1951          | 1953          | kein                      | Konvention zum Schutze der Menschenrechte und Grundfreiheiten, welche einen Katalog von Grund- und Menschenrechten enthält. Über ihre Einhaltung wacht der Europäische Gerichtshof für Menschenrechte. |
| EURATOM-Vertrag (Vertrag zur Gründung der Europäischen Atomgemeinschaft)                                          | 1957          | 1958          | kein                      | Vertrag zur Schaffung der für die schnelle Bildung und Entwicklung von Kernkraftindustrien erforderlichen Voraussetzungen zur Hebung der Lebenshaltung in den Mitgliedstaaten und zur Entwicklung der Beziehungen mit den anderen Ländern. |
| EU-Vertrag (Vertrag über die Europäische Union)                                                                   | 1992          | 1993          | kein                      | In dem Vertrag wurde die Europäische Union (EU) als übergeordneter Verbund für die Europäischen Gemeinschaften, die Gemeinsame Außen- und Sicherheitspolitik sowie die Zusammenarbeit in den Bereichen Justiz und Inneres gegründet. |
| Internationales Pflanzenschutzübereinkommen                                                                       | 1952          |               |                           | Soll Verbreitung und Einführung von Krankheiten an Pflanzen und Pflanzenprodukten kontrollieren und verhindern |
| Internationales Übereinkommen zur Regelung des Walfangs                                                           | 1982          |               |                           | Völkerrechtlicher Vertrag zur Regulierung des Walfangs |
| Nordatlantikvertrag                                                                                               | 1954          | 1955          |                           | Völkerrechtlicher Vertrag, der die NATO begründete. |
| Pariser Verbandsübereinkunft zum Schutz des gewerblichen Eigentums                                                | 1903          |               |                           | Einer der ersten internationalen Verträge auf dem Gebiet des Gewerblichen Rechtsschutzes |
| WHO-Rahmenübereinkommen zur Eindämmung des Tabakgebrauchs (WHO Framework Convention on Tobacco Control, WHO FCTC) | 2003          | 2005          |                           | Erster zwischenstaatliche Gesundheitsvertrag, der unter der Leitung der Weltgesundheitsorganisation (WHO) ausgehandelt wurde. Ziel des Übereinkommens ist es, heutige und künftige Generationen vor den verheerenden gesundheitlichen, gesellschaftlichen, ökologischen und wirtschaftlichen Folgen des Tabakkonsums und des Passivrauchens zu schützen. |
| Wiener Übereinkommen über das Recht der Verträge                                                                  | 1969          |               |                           | Regelt das Recht der völkerrechtlichen Verträge zwischen den Staaten. |
| Wiener Übereinkommen über diplomatische Beziehungen                                                               | 1961          |               |                           | Kodifikation des gewohnheitsrechtlich entwickelten Diplomatenrechts. |
| Wiener Übereinkommen über konsularische Beziehungen                                                               | 1963          |               |                           | Kodifikation des gewohnheitsrechtlich entwickelten Konsularrechts. |
| Zwei-plus-Vier-Vertrag (Vertrag über die abschließende Regelung in bezug auf Deutschland)                         | 1990          |               |                           | Vertrag, welcher die deutsche Wiedervereinigung ermöglichte. |
| Kinderrechtskonvention                                                                                            | 1989          | 1990, 2010    |                           | Deutschland formulierte 1990 einen Vorbehalt, dass das Ausländerrecht Vorrang vor dem Übereinkommen genieße, da Deutschland neben Österreich als einziger europäischer Staat die Abschiebehaft praktizierte. Dieser Vorbehalt wurde 2010 zurückgenommen, sodass der Vertrag seither seine vollumfängliche Rechtswirkung entfaltet.                       |
| Marrakesch-Abkommen                                                                                               | 1994          | 1995          |                           | Gründungs- und Hauptabkommen der Welthandelsorganisation. |

### Bilaterale Verträge
| Offizielle Vertragsbezeichnung                                              | Beitrittsjahr | Inkrafttreten | Vereinbartes Vertragsende | Erläuterungen zum Vertragsinhalt |
| --------------------------------------------------------------------------- | ------------- | ------------- | ------------------------- | --- |
| Deutsch-Polnischer Grenzvertrag                                             | 1991          |               |                           | Der Deutsch-Polnische Grenzvertrag garantiert die Unverletzlichkeit der Grenzen und stellt damit einen Gewaltverzicht dar. |
| Deutsch-Polnischer Nachbarschaftsvertrag                                    | 1991          |               |                           | Ergänzung des im Herbst 1990 ausgehandelten Deutsch-Polnischen Grenzvertrages. |
| Elysée-Vertrag                                                              | 1963          | 1963          |                           | Vertrag über die deutsch-französische Zusammenarbeit, der politische Konsultationen beider Regierungen und eine verstärkte Zusammenarbeit in der Außen- und Verteidigungspolitik. |
| Grundlagenvertrag                                                           | 1972          | 1973          | 1989                      | Vertrag über die Grundlagen der Beziehungen zwischen der Bundesrepublik Deutschland und der Deutschen Demokratischen Republik. Dem Vertrag gingen eine Reihe anderer Verträge im Rahmen der neuen Ostpolitik (Ostverträge) voran. Unter Bundeskanzler Willy Brandt wurde dadurch eine Kehrtwende von der Hallstein-Doktrin zur innerdeutschen Politik des „Wandels durch Annäherung“ eingeleitet. |
| Luxemburger Abkommen                                                        | 1952          |               |                           | Vertrag zwischen Israel und der Bundesrepublik Deutschland. Inhalt des Abkommens waren Zahlungen, Exportgüter und Dienstleistungen im Gesamtwert von 3,5 Milliarden DM, um die Eingliederung mittelloser jüdischer Flüchtlinge zu unterstützen, sowie die Selbstverpflichtung der Bundesrepublik zur Rückerstattung von Vermögenswerten. Die Bundesrepublik Deutschland erkannte damit de facto den Staat Israel an. |
| Moskauer Vertrag                                                            | 1970          | 1972          |                           | Vertrag zwischen der Bundesrepublik Deutschland und der Sowjetunion. Die Parteien beriefen sich auf die Charta der Vereinten Nationen und verpflichteten sich ihre Konflikte friedlich zu lösen. In diesem Sinne verpflichten sich die beiden Staaten, die bestehenden Grenzen der europäischen Staaten zu achten und keinerlei Gebietsansprüche gegenüber anderen Staaten zu erheben. Insbesondere wurde die Oder-Neiße-Linie als Westgrenze der Volksrepublik Polen und die Grenze zwischen der Deutschen Demokratischen Republik und der Bundesrepublik Deutschland als unverletzlich erklärt. |
| Prager Vertrag                                                              | 1973          | 1973          |                           | Vertrag zwischen der Bundesrepublik Deutschland und der Tschechoslowakei. Im Vertrag beriefen sich die Parteien auf die Charta der Vereinten Nationen und erklärten keinerlei Gebietsansprüche gegeneinander zu haben, bekannten sich zu der Unverletzlichkeit ihrer gemeinsamen Grenze und begründeten eine zukünftige Zusammenarbeit. Durch den Vertrag wurden die diplomatische Beziehungen zwischen den Ländern aufgenommen. |
| Vertrag mit Polen zum Schutz der deutschen Minderheiten                     | 1991          |               |                           | Schutz der deutschen Minderheit in auf polnischem Staatsgebiet |
| Vertrag mit Tschechien zum Schutz der deutschen Minderheiten                | 1991          |               |                           | Schutz der deutschen Minderheit in auf tschechischem Staatsgebiet |
| Vertrag mit der Slowakischen Republik zum Schutz der deutschen Minderheiten | 1991          |               |                           | Schutz der deutschen Minderheit in auf slowakischem Staatsgebiet |
| Vertrag mit Ungarn zum Schutz der deutschen Minderheiten                    | 1991          |               |                           | Schutz der deutschen Minderheit in auf ungarischem Staatsgebiet |
| Vertrag mit Rumänien zum Schutz der deutschen Minderheiten                  | 1992          |               |                           | Schutz der deutschen Minderheit in auf rumänischem Staatsgebiet |
| Warschauer Vertrag                                                          | 1970          | 1972          |                           | Vertrag zwischen der Bundesrepublik Deutschland und der Volksrepublik Polen. Grundlage des Vertrages: Charta der Vereinten Nationen. Darin bestätigen die Vertragsparteien die auf der Potsdamer Konferenz zwischen den Siegermächten vereinbarte Oder-Neiße-Linie faktisch als Westgrenze Polens. Die beiden Länder bekräftigen, dass ihre Grenzen unverletzlich sind und sie verpflichten sich, keine Gebietsansprüche zu erheben und ihre Konflikte friedlich zu lösen. |

## Historische völkerrechtliche Verträge
Im Folgenden werden die wichtigsten historischen völkerrechtlichen Verträgen des Heiligen Römischen Reiches deutscher Nation (962–1806), des Königreichs Preußen, des Norddeutschen Bundes (1866/67–1871), des Deutschen Kaiserreiches (1871–1918), der Weimarer Republik (1919–1933), des „Dritten Reichs“ (1933–1945) aufgelistet.

### Heiliges Römisches Reich (962–1806)
| Offizielle Vertragsbezeichnung          | Beitrittsjahr | Inkrafttreten | Vertragsende | Erläuterungen zum Vertragsinhalt |
| --------------------------------------- | ------------- | ------------- | ------------ | --- |
| Augsburger Reichs- und Religionsfrieden | 1555          |               |              | Vertrag zwischen Ferdinand I., der seinen Bruder Kaiser Karl V. vertrat, und den Reichsständen. Als Reichsgesetz für das Heilige Römische Reich Deutscher Nation sicherte er den Anhängern der Confessio Augustana Frieden und ihre Besitzstände zu.                                                           |
| Friede von Baden                        | 1714          |               |              | Einer der Friedensschlüsse zum Ende des Spanischen Erbfolgekrieges. Er folgte dem Friede von Utrecht dem Kaiser Karl VI. zunächst nicht zugestimmt hatte. Mit dem Friede von Baden erkannte er ihn aber nach kurzer Fortsetzung des Krieges am 7. März 1714 an. Der Spanische Erbfolgekrieg war damit beendet. |
| Passauer Vertrag                        | 1552          |               |              | Zwischen dem römisch-deutschen König Ferdinand I. und den protestantischen Reichsfürsten unter der Führung Moritz von Sachsen nach dem Fürstenaufstand stellte die formale Anerkennung des Protestantismus dar.                                                                                                |
| Vertrag von Bonn                        | 921           |               |              | Der Vertrag beendete eine fast genau ein Jahrzehnt andauernde Streitigkeit zwischen dem westlichen und östlichen Teil des Frankenreiches. |
| Westfälischer Friede                    | 1648          |               |              | Friedensverträge, die den Dreißigjährigen Krieg in Deutschland und den Achtzigjährigen Unabhängigkeitskrieg der Niederlande beendeten. |

### Königreich Preußen
| Offizielle Vertragsbezeichnung | Beitrittsjahr | Inkrafttreten | Vertragsende | Erläuterungen zum Vertragsinhalt |
| ------------------------------ | ------------- | ------------- | ------------ | --- |
| Berliner Vertrag               | 1728          |               |              | Geheimvertrag zwischen König Friedrich Wilhelm I. mit Kaiser Karl VI., in welchem Preußen die anti-österreichische Politik völlig aufgab.                                                                                    |
| Vertrag von Sankt Petersburg   | 1772          |               |              | Im Vertrag musste das Königreich Polen-Litauen Polnisch-Preußen ohne Danzig im Rahmen der Ersten Teilung Polens an Preußen abtreten. Es wurde zur Provinz Westpreußen.                                                       |
| Vertrag von Sankt Petersburg   | 1793          |               |              | Russland und Preußen vereinbaren die zweite Teilung Polens. Preußen erhält dadurch Danzig und das Gebiet zwischen Ostpreußen und Schlesien.                                                                                  |
| Heilige Allianz                | 1815          |               |              | Der Ausdruck „Heilige Allianz“ bezeichnet das Bündnis, das die drei Monarchen Russlands, Österreichs und Preußens während ihres Aufenthaltes in Paris am 26. September 1815 schlossen, Frankreich trat der Allianz 1818 bei. |
| Wiener Kongress                | 1815          |               |              | Der Vertrag legte in Europa die Grenzen neu fest und definierte neue Staaten. Anlass war die Niederlage von Napoléon Bonaparte, der zuvor die politische Landkarte des Kontinentes erheblich verändert hatte.                |

### Norddeutscher Bund (1866–1871)
| Offizielle Vertragsbezeichnung | Beitrittsjahr | Inkrafttreten | Vertragsende | Erläuterungen zum Vertragsinhalt |
| ------------------------------ | ------------- | ------------- | ------------ | --- |
| Augustverträge                 | 1866          |               |              | Eine Reihe von Verträgen zwischen Preußen und den anderen norddeutschen Staaten, die letztendlich zur Gründung des Norddeutschen Bundes führten. |

### Deutsches Kaiserreich (1871–1918)
| Offizielle Vertragsbezeichnung | Beitrittsjahr | Inkrafttreten | Vertragsende | Erläuterungen zum Vertragsinhalt                                                                                     |
| ------------------------------ | ------------- | ------------- | ------------ | --- |
| Dreikaiserabkommen             | 1873          |               |              | Konsultativpakt zwischen den drei monarchisch regierten Staaten Russland, Österreich-Ungarn und dem Deutschen Reich. |

### Weimarer Republik (1919–1933)
| Offizielle Vertragsbezeichnung | Beitrittsjahr | Inkrafttreten | Vertragsende | Erläuterungen zum Vertragsinhalt |
| ------------------------------ | ------------- | ------------- | ------------ | --- |
| Berliner Vertrag               | 1926          |               |              | Zwischen der Weimarer Republik und der Sowjetunion geschlossener Freundschaftsvertrag. Er war die Fortsetzung des Vertrags von Rapallo. |
| Friedensvertrag von Versailles | 1919          | 1920          |              | Vertragswerk, das nach dem Ersten Weltkrieg formell den Kriegszustand zwischen dem Deutschen Reich und den Mächten der Triple Entente und ihren Verbündeten beendete. |
| Vertrag von Rapallo            | 1922          |               |              | Vertrag zwischen dem Deutschen Reich und der Russischen Sozialistischen Föderativen Sowjetrepublik (späteres Gründungsmitglied der Sowjetunion) geschlossen wurde. Der Vertrag normalisierte die Beziehungen der beiden Staaten, die mit ihm ihre internationale Isolation durchbrechen wollten.               |
| Verträge von Locarno           | 1925          | 1926          |              | Sieben völkerrechtliche Vereinbarungen. Das Schlussprotokoll der Verträge umfasste einen so genannten Garantiepakt zwischen dem Deutschen Reich, Frankreich sowie Belgien. Deutschland erkannte damit die im Versailler Vertrag festgelegte Westgrenze an, die von Großbritannien und Italien garantiert wurde |

### „Drittes Reich“ (1933–1945)
| Offizielle Vertragsbezeichnung            | Beitrittsjahr | Inkrafttreten | Vertragsende                | Erläuterungen zum Vertragsinhalt |
| ----------------------------------------- | ------------- | ------------- | --------------------------- | --- |
| Reichskonkordat                           | 1933          |               |                             | Völkerrechtlicher Vertrag zwischen dem Heiligen Stuhl und dem Deutschen Reich. In ihm wurde das Verhältnis zwischen Deutschland und der römisch-katholischen Kirche geregelt. Es wird auch heute noch für die Bundesrepublik Deutschland als gültig betrachtet. |
| Antikominternpakt                         | 1936          |               | 1945                        | Völkerrechtlicher Vertrag zwischen dem Deutschen Reich und dem Japanischen Kaiserreich zur Abwehr der Kommunistischen Internationalen (Komintern). 1937 trat Italien dem Pakt bei, weitere Länder folgten. |
| Berchtesgadener Abkommen                  | 1938          |               | 1945                        | Unter Druck zustandegekommenes Abkommen zwischen dem Deutschen Reich und dem Ständestaat Österreich, das eine Reihe von Maßnahmen zur Begünstigung der österreichischen Nationalsozialisten festschrieb. |
| Dreimächtepakt                            | 1940          |               | 1945                        | Auf Initiative Adolf Hitlers geschlossener Vertrag des Deutschen Reiches mit dem Kaiserreich Japan und dem Königreich Italien. Der für zunächst zehn Jahre gültige Pakt erweiterte den Antikominternpakt um eine ausgedehnte militärische Kooperation. |
| Münchner Abkommen                         | 1938          |               | 1945                        | Vertrag zwischen Großbritannien, Frankreich, Italien und dem Deutschen Reich zum Anschluss des Sudetenlandes im Münchner Führerbau am Königsplatz. Vertreter der Tschechoslowakischen Republik waren nicht eingeladen. Obwohl im Abkommen nicht vereinbart, bedeutete das Münchner Abkommen faktisch das Ende der 1918 entstandenen multinationalen Tschechoslowakei. Das Abkommen wurde durch den „Normalisierungsvertrag“ zwischen der Bundesrepublik Deutschland und der Tschechoslowakei (ČSSR) 1973 für nichtig erklärt. |
| Deutsch-sowjetischer Nichtangriffsvertrag | 1939          |               | 1989/90 für nichtig erklärt | Nichtangriffsvertrag zwischen dem Deutschen Reich und der Sowjetunion. Er sollte den Vertragsparteien im Konfliktfall mit Polen gegenseitige Neutralität sichern; im geheimen Zusatzprotokoll wurde die Aufteilung Mittel- und Südosteuropas von Finnland bis Rumänien in sogenannte Interessensphären vereinbart. Er ermöglichte den Überfall auf Polen, ohne von deutscher Seite einen Zweifrontenkrieg befürchten zu müssen.                                                                                               |